# JC & the Judas
 (décembre 2021).
La mise en forme du texte ne suit pas les recommandations de Wikipédia : il faut le « wikifier ».
Les points d'amélioration suivants sont les cas les plus fréquents :
- Les titres sont pré-formatés par le logiciel. Ils ne sont ni en capitales, ni en gras.
- Le texte ne doit pas être écrit en capitales (les noms de famille non plus), ni en gras, ni en italique, ni en « petit »…
- Le gras n'est utilisé que pour surligner le titre de l'article dans l'introduction, une seule fois.
- L'italique est rarement utilisé : mots en langue étrangère, titres d'œuvres, noms de bateaux, etc.
- Les citations ne sont pas en italique mais en corps de texte normal. Elles sont entourées par des guillemets français : « et ».
- Les listes à puces sont à éviter, des paragraphes rédigés étant largement préférés. Les tableaux sont à réserver à la présentation de données structurées (résultats, etc.).
- Les appels de note de bas de page (petits chiffres en exposant, introduits par l'outil «  Source ») sont à placer entre la fin de phrase et le point final[comme ça].
- Les liens internes (vers d'autres articles de Wikipédia) sont à choisir avec parcimonie. Créez des liens vers des articles approfondissant le sujet. Les termes génériques sans rapport avec le sujet sont à éviter, ainsi que les répétitions de liens vers un même terme.
- Les liens externes sont à placer uniquement dans une section « Liens externes », à la fin de l'article. Ces liens sont à choisir avec parcimonie suivant les règles définies. Si un lien sert de source à l'article, son insertion dans le texte est à faire par les notes de bas de page.
- La présentation des références doit suivre les conventions bibliographiques. Il est recommandé d'utiliser les modèles {{Ouvrage}}, {{Chapitre}}, {{Article}}, {{Lien web}} et/ou {{Bibliographie}}. Le mode d'édition visuel peut mettre en forme automatiquement les références.
- Insérer une infobox (cadre d'informations à droite) n'est pas obligatoire pour parachever la mise en page.

Pour une aide détaillée, merci de consulter Aide:Wikification.
Si vous pensez que ces points ont été résolus, vous pouvez retirer ce bandeau et améliorer la mise en forme d'un autre article.
JC & the Judas est un groupe rock-folk mutant, flirtant parfois avec la pop, originaire de Bordeaux. Le groupe est mené par le chanteur-percussionniste Jean-Claude (JC) Horgue, qui a su fédérer autour de lui un collectif de musiciens prêts à s’impliquer dans cette aventure.
Le groupe a connu différents membres, depuis sa création en 2005.

## Histoire

### Période acoustique folk-Americana - De 2005 à 2015
Le groupe est né à l'initiative de Jean-Claude Horgue, en 2005. Après une carrière solo comme batteur-percussionniste au sein de plusieurs formations pop, rock, blues, française, canadienne et américaine, il décide de monter un groupe, JC & the Judas.
Composé de JC Horgue au chant et percussions, Hervé Fodor à la guitare acoustique et Mélanie Dowling aux chœurs, le trio se produit pendant trois ans dans les clubs du Sud-Ouest de la France. Le guitariste Olivier Pénicaut rejoint la formation en 2006.
En 2008, le quatuor sort son premier EP, EPONYME, composé de six titres réalisés en autoproduction et distribué par le label V MUSIC. Le groupe réalisera une série de concerts à Angoulême, Tours, Orléans, Paris et sa périphérie, et fera la première partie du groupe australien Jetty Road (en).
Le guitariste Hervé Fodor quitte JC & the Judas en 2011. Son départ met le groupe à l'arrêt pendant un an. 

### Période électrique - De 2015 à 2021
En 2015, le groupe sort son deuxième EP, Right ! It’s a wrap., produit par JC Horgue et réalisé par le producteur et guitariste Fred Parcabe. Celui-ci propose d'étoffer le son du groupe pour le rendre plus percutant et plus électrique. JC & the Judas passe alors d’un trio à un collectif allant de cinq à huit musiciens : chant, guitares, basse, batterie, trompette, saxophone et claviers.
Le 1er juillet 2017, le groupe fait l'avant-première des Vieilles Canailles au Matmut Atlantique de Bordeaux. Il est également à l'affiche du festival des Sablons, en Picardie.
Le 4 mai 2018, JC & the Judas sort un nouvel EP plus rock, EP 03, enregistré par Olivier Pénicaut, mixé par Fred Parcabe et produit par JC Horgue. 
En 2019, le groupe enchaîne les concerts dans l'Ouest et dans les régions toulousaine, aquitaine et parisienne. Ils apparaissent dans l'émission "Ca repart en live !" de TV7 Bordeaux. Le leader du groupe est également invité dans l'émission "JLPP : Jacky lave plus propre", sur IDF1. 
En décembre 2019, JC & the Judas sort un clip pour le morceau Sweet Jenny Brown. 
En 2020, le groupe lance une campagne de financement participatif sur Ulule, afin de réaliser la production d'un vinyle maxi 45T. La campagne est une réussite. En avril, le groupe est invité dans l'émission "NoA Pop" de France 3 Nouvelle-Aquitaine.
Le groupe sort en mai son Maxi 45T Ghost Dog,, inspiré du film de Jim Jarmusch. Un clip suivra en octobre 2020. 
En mars 2022, le groupe auto-réalise le clip Vanishing Point, inspiré du film de Richar C Sarafian.
Le groupe tourne jusqu'en 2023 et termine sa tournée par un ultime concert en octobre à Bordeaux.

### Nouvelle période acoustique - A partir de 2025
Après deux ans de séparation, JC Horgue relance le groupe en duo acoustique avec le guitariste Pierre-Yves Marani, avec de nouvelles composotions inspirées du cinéma indépendant.  

## Discographie
- 2008 : EP EPONYME
- 2015 : EP Right ! it’s a wrap.
- 2018 : EP 03
- 2021 : Maxi 45T Ghost dog